# Brandon (Montana)
Brandon es un lugar designado por el censo ubicado en el condado de Madison en el estado estadounidense de Montana. En el Censo de 2020 tenía una población de 46 habitantes y una densidad poblacional de 40 habitantes por km². Fue incluido como CDP en el censo de 2020. 

## Geografía
Brandon se encuentra ubicado en las coordenadas 45°28′01″N 112°07′43″O / 45.46694, -112.12861.Según la Oficina del Censo de los Estados Unidos, tiene una superficie total de 1,15 km², todos correspondientes a tierra firme.